# Llista de reserves índies de Saskatchewan
Llista de Reserves de les Primeres Nacions a Saskatchewan, Canadà
Vegeu també: Llista de rural municipalities de Saskatchewan, Canadà

Vegeu també: Llista de comunitats de Saskatchewan, Canadà

Vegeu també: Llista de reserves índies del Canadà
Hi ha unes 205 reserves índies arreu de Saskatchewan.
| Índex A B C D E F G H I J K L M N O P Q R S T U V W X Y Z |

## A
- Ahtahkakoop First Nation Núm. 104
- Amiskosakahikan First Nation Núm. 210
- Asimakaniseekan Askiy First Nation Núm. 102
- Assiniboine First Nation Núm. 76

## B
- Beardy's & Okemasis First Nations
- Big Island Lake Cree Nation
- Big River First Nation Núm. 118
- Black Lake Denesuline First Nation
- Buffalo River Dene Nation Núm. 193

## C
- Canoe Lake First Nation
- Carry the Kettle Núm. 79
- Coté First Nation Núm. 64
- Cumberland House First Nation Núm. 20

## D
- Day Star First Nation Núm. 87

## E
- Eagles Lake First Nation Núm. 165

## F
- Fishing Lake Fist Nation Núm. 89
- Flying Dust First Nation Núm. 105
- Fond du Lac Dene Nation Núm. 227

## G
- George Gordon First Nation
- Gerald
- Gordon 86
- Green Lake

## H
- Hatchet Lake Dene Nation

## I
- Île-à-la-Crosse

## J
- Primera Nació James Smith
- Jans Bay
- John Smith First Nation
- Joseph Bighead First Nation Núm. 124

## K
- Kahkewistahaw First Nation Núm. 72
- Kawacatoose First Nation
- Keeseekoose First Nation Núm. 66
- The Key First Nation Núm. 65
- Kinistin First Nation Núm. 91

## L
- La Loche
- Primera Nació Lac La Ronge
- Little Black Bear First Nation Núm. 84
- Little Pine First Nation Núm. 116
- Little Red River 106D
- Lucky Man Cree Nation

## M
- Primera Nació Makwa Sahgaiehcan
- Mistawasis First Nation Núm. 103
- Moosomin First Nation 112B
- Montreal Lake First Nation
- Mosquito-Grizzly Bear's Head-Lean Man
- Muscowpetung First Nation Núm. 80
- Muskeg Lake Cree Nation First Nation Núm. 102
- Primera Nació Muskoday - Abans John Smith.
- Primera Nació Muskowekwan

## N
- Nekaneet Cree Nation

## O
- Ocean Man First Nation Núm. 69
- Ochapowace Cree Nation Núm. 71
- Okanese First Nation Núm. 82
- Primera Nació One Arrow
- Nació Cree Onion Lake

## P
- Pasqua First Nation Núm. 79
- Patuanak
- Peepeekisis First Nation Núm. 81
- Pelican Lake 191A
- Piapot Cree Nation Núm. 75
- Nació Cree Peter Ballantyne
- Pheasant Rump First Nation Núm. 68
- Pinehouse
- Nació Cree Poundmaker

## Q
-

## R
- Red Earth First Nation Núm. 29
- Red Pheasant First Nation Núm. 108

## S
- Sakimay First Nation Núm. 74
- Saulteaux First Nation Núm. 159
- Seekaskootch First Nation Núm. 119
- Shoal Lake Cree Nation
- Standing Buffalo First Nation Núm. 78
- Star Blanket Cree Nation Núm. 83
- Sturgeon Lake First Nation Núm. 101
- Sweetgrass First Nation Núm. 113

## T
- Primera Nació Thunderchild
- Treaty Four Reserve Grounds Indian Reserve Núm. 77
- Turnor Lake

## U
-

## V
- Vawn

## W
- Wapachewunak 192d
- Waterhen First Nation Núm. 130
- Weldon
- Weyakwin
- White Bear First Nation Núm. 70
- Whitecap Dakota First Nation Núm. 94
- Witchekan Lake First Nation Núm. 117
- Wood Mountain Sioux First Nation Núm. 160

## X
-

## Y
- Yellow Quill First Nation Núm. 90